# Uh Huh (Julia Michaels)
Uh Huh è una singolo della cantante statunitense Julia Michaels, il secondo estratto dall'EP di debutto Nervous System e pubblicato il 2 giugno 2017.

## Tracce
1. Uh Huh – 2:58 (Julia Michaels, Mattias Larsson, Robin Fredriksson, Justin Tranter)